# 増田信之
増田 信之（ますだ のぶゆき、1961年（昭和36年）9月22日 - ）は、日本の実業家、東邦ガス代表取締役社長。

## 経歴
岐阜県生まれ。1986年 名古屋大学大学院工学研究科機械工学専攻修了。同年4月  東邦ガス入社。2008年  技術部長。2009年  生産計画部長。2014年  供給管理部長。2015年  執行役員。2018年  常務執行役員。2019年  取締役常務執行役員。2020年  取締役取締役専務執行役員。2021年  代表取締役社長。